# Samorząd Regionu Emek Chefer
Samorząd Regionu Emek Chefer (hebr. מועצה אזורית ברנר) – samorząd regionu położony w Dystrykcie Centralnym, w Izraelu.
Samorządowi podlegają osady rolnicze położone na równinie Szaron, na zachód od miasta Tulkarm i pomiędzy miastami Hadera i Natanja na wschód od wybrzeża Morza Śródziemnego.
Władze administracyjne znajdują się w moszawie Kefar Monash.

## Osiedla
Na tych terenach mieszka około 35 000 ludzi. Znajduje się tutaj 9 kibuców, 27 moszawy oraz 6 wiosek.

### Kibuce
| - Bachan - En ha-Choresz - Giwat Chajjim (Ichud) - Giwat Chajjim (Me’uchad)] - Ha-Mapil | - Ha-Ogen - Mabarot - Miszmar ha-Szaron - Jad Channa |

### Moszawy
| - Achituw - Awichajil - Be’erotajim - Bet ha-Lewi - Bet Cherut - Bet Jannaj - Bet Jicchak-Sza’ar Chefer - Bitan Aharon - Burgeta - Eljasziw - Gan Joszijja - Ge’ule Teman - Giwat Szappira - Hadar Am | - Channi’el - Chawaccelet ha-Szaron - Cherew le-Et - Chibbat Cijjon - Chogla - Kefar Chajjim - Kefar ha-Ro’e - Kefar Monash - Kefar Witkin - Kefar Jedidja - Michmoret - Olesz - Omec |

### Wioski
| - Bat Chen - Bat Chefer - Chofit | - Mewo’ot Jam - Szoszannat ha-Amakim - Cuki Jam |